# ブラジルの言語
ブラジルの言語においては、現在ブラジルでは223の言語が話されているが、公用語はポルトガル語であり、ポルトガル語は他の言語に比べて圧倒的な存在感を保っている。

## 先住民言語
現存しているブラジルの先住民言語は163存在する。
植民地時代に、トゥピ系のトゥピナンバ語をベースにサンパウロ州や、北部のマラニョン州、パラー州でリンガ・ジェラールと呼ばれる白人と先住民、あるいは先住民同士の意思疎通を図るための共通語が成立した。サンパウロ州のものは18世紀に消滅したが、北部のものは現在もカボクロやインディオによって用いられている。

## ポルトガル語
1822年の独立以来、ブラジルではブラジルのポルトガル語が「ブラジル語」か「ポルトガル語」かを巡って論争があり、20世紀に入るとナショナリズムの高揚から1935年に国語を「ブラジル語」と表記する案が提出されたが、この論争は1946年に言語学者ソウザ・ダ・シルヴェイラが提出した報告書によって、ブラジルの国語はポルトガル語であることが確認され、終焉した。
ブラジルのポルトガル語はポルトガルのポルトガル語とは語彙や音韻がかなり異なるが、話者の意識としては「ブラジル語」は存在しないとみなす考え方が一般的である。
ポルトガル語をベースにしたブラジルのクレオール語として、カフンド・クレオール語の名が挙げられる。

## 脚註
1. 1 2  黒澤(2002:183)
2. 1 2  黒澤(2002:181)
3. 1 2  黒澤(2002:179)
4. ↑  市之瀬(2000:144-146)
5. ↑  佐野(1983:3-4)
6. ↑  黒澤(2002:192)
7. ↑  黒澤(2002:193)